# Grote Sint-Bernhardtunnel
De Grote Sint-Bernhardtunnel is een tunnel die de verbinding vormt tussen het Italiaanse Valle d'Aosta en het Zwitserse kanton Wallis. De tunnel maakt deel uit van de E27.
De tunnel heeft een lengte van 5798 meter en loopt onder de Grote Sint-Bernhardpas (2469 meter). De zuidelijke ingang ligt op 1875 meter hoogte, de noordelijke op 1918 meter. In 1958 werd aan de Italiaanse zijde met de bouw begonnen. Op 19 maart 1964 vond de openingsceremonie plaats. 
Door de bouw van de tunnel is het traject tussen Aosta en Martigny 365 dagen per jaar begaanbaar. De historische pasweg is doorgaans van oktober tot mei voor verkeer gesloten vanwege sneeuwval.

## Traject T2
| Kruising             | Saint-Rhémy-en-Bosses         |
| Tol                  | Barriera Gran San Bernardo    |
| Tunnel               | Gran San Bernardo             |
| Grens                | Grensovergang met Zwitserland |
| Vlag van Zwitserland | van/naar Martigny             |